# Low Insertion Force

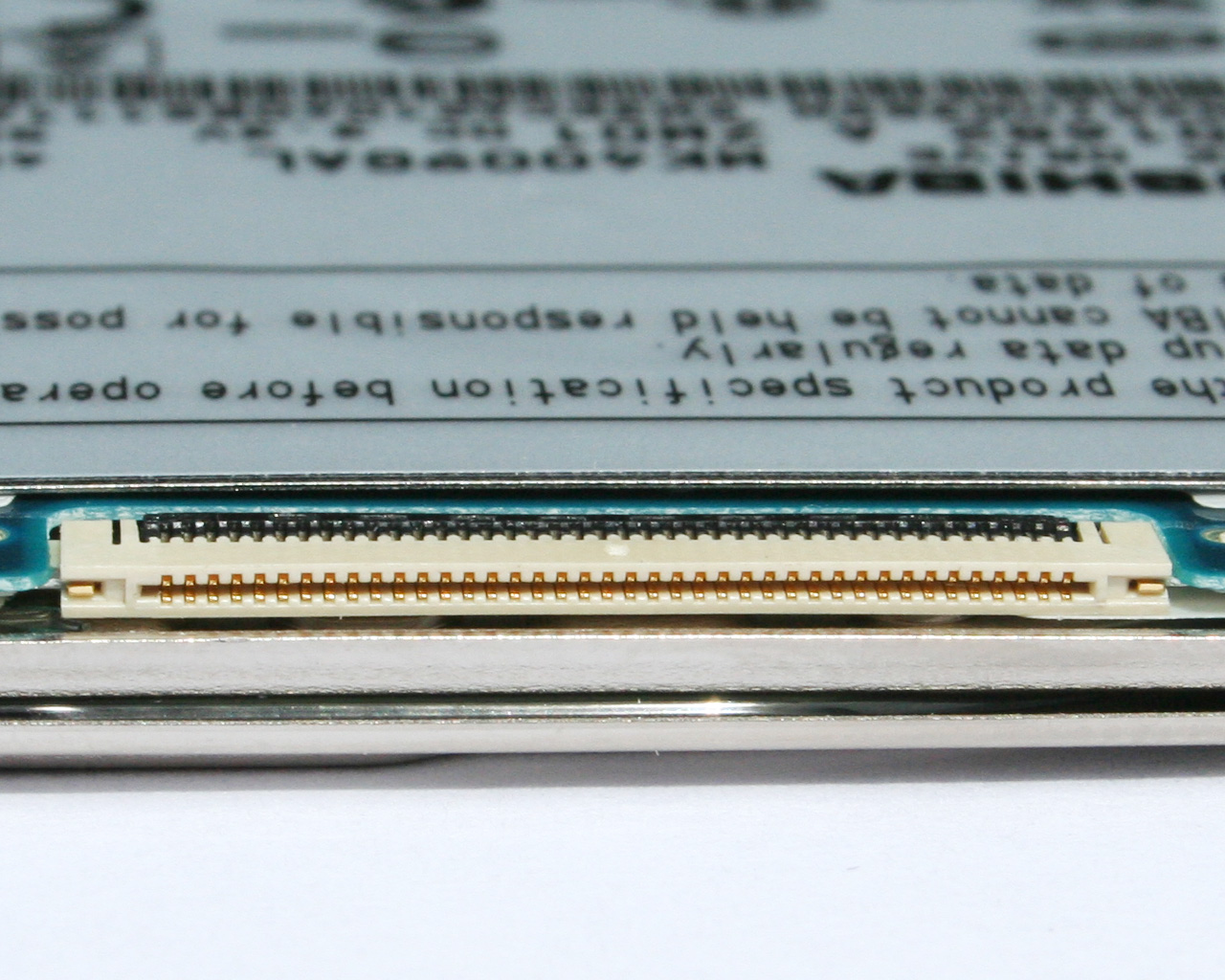
connecteur LIF d'une disque dur 1.8"

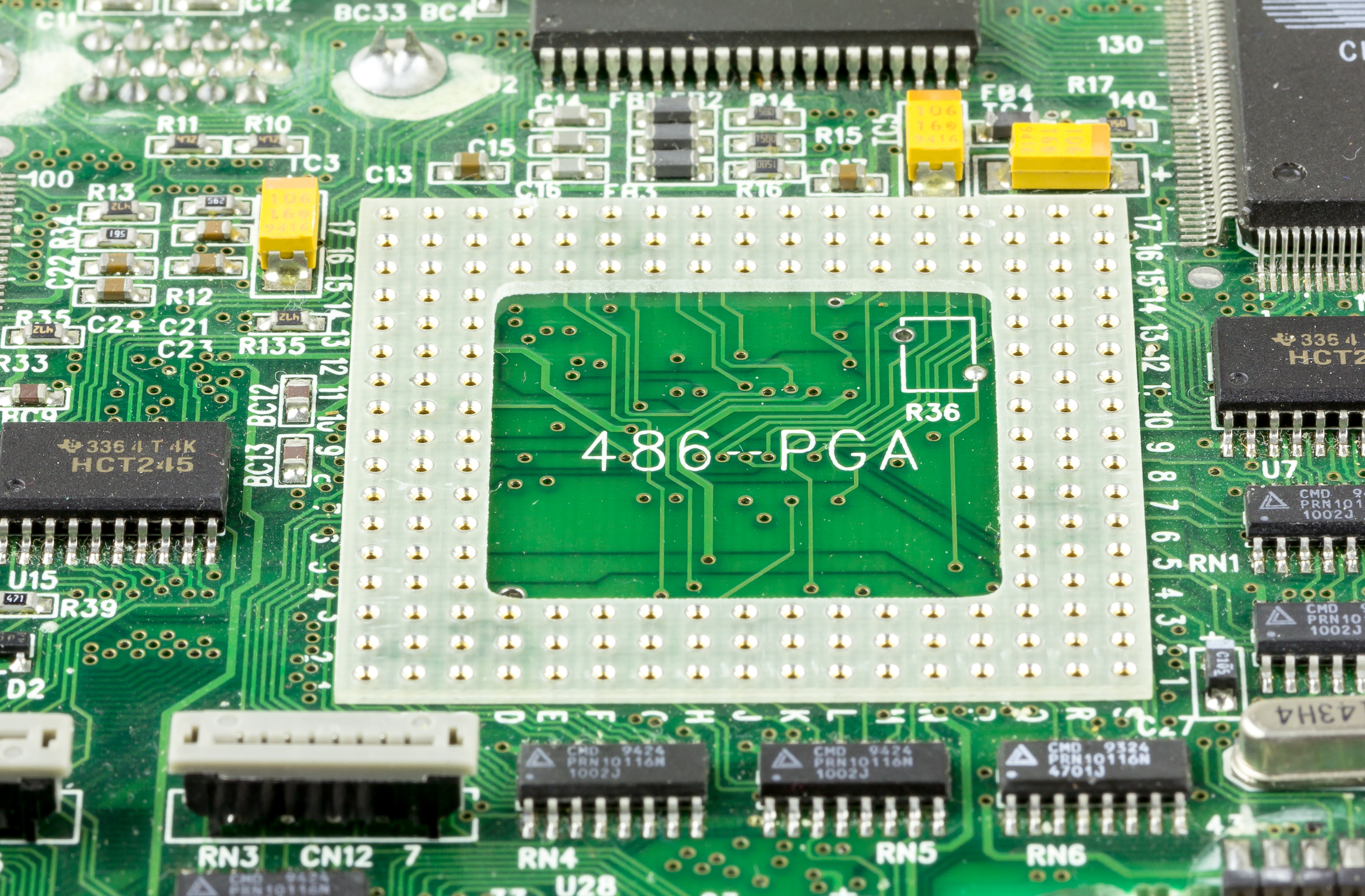
connecteur LIF d'un Intel_80486

Les connecteurs Low-insertion-force (LIF) sont littéralement des connecteurs spécialement conçus pour que la force d'insertion soit faible. Ces connecteurs adressent de multiples besoins : connexions inter-cartes, connexion de circuits intégrés sur carte, connexion par le biais de flex souples. Pour les circuits intégrés qui sont changés fréquemment, plus le nombre de broches augmente (e.g PGA ou SPGA vs DIP), plus la force d'insertion faible devient une caractéristique presque essentielle.
Avec un socket CI ordinaire, le circuit intégré est simplement enfoncé dans le socket, et extrait en faisant levier lors du retrait. La plupart des sockets de cartes mère modernes sont maintenant zero insertion force (ZIF) plutôt que LIF.